# Nondenticentrus longivalvulatus
Nondenticentrus longivalvulatus är en insektsart som beskrevs av Yuan och Chou. Nondenticentrus longivalvulatus ingår i släktet Nondenticentrus och familjen hornstritar. Inga underarter finns listade i Catalogue of Life.